# 馬事公苑
馬事公苑（ばじこうえん）は、東京都世田谷区上用賀にある公園。日本中央競馬会（JRA）が運営する馬事普及の拠点である。
関連施設として、栃木県宇都宮市に馬事公苑宇都宮事業所（宇都宮市砥上町321-4）がある。

## 概要
馬事公苑は、1940年東京オリンピックに向けて日本の馬術選手を育成する目的で開設された。同大会は日中戦争の影響で中止となったが、第二次世界大戦後の1964年東京オリンピックと2020年東京オリンピックでは馬場馬術競技の会場となった。
現在は、馬事関係の多方面の利用と馬事思想の普及を図る公共施設として馬術競技場、馬匹博覧会等の会場、競技馬の調教場、乗馬趣味の涵養のための乗馬機会の提供場所、競馬騎手講習会場に利用されるものとして設置されている。かつては国営競馬、日本中央競馬会（JRA）の騎手養成所が置かれており、1982年に競馬学校が開設されるまでは中央競馬の騎手の養成が行われていた。
また、JRA馬事公苑馬術大会のような統合的な競技会のほか、東京馬術大会などの馬場馬術競技、東京障害飛越選手権などの障害馬術競技、ホーストライアルなどの総合馬術競技、近代五種日本選手権大会馬術競技といった各種専門馬術競技会が定期的に開催されており、関東における主要な馬術競技会場となっている。一部の競技会では、競技馬の貸与も行っているほか、隣接している東京農業大学の馬術部の活動拠点として使用されている。
さらに愛馬の日（秋分の日）では流鏑馬などの伝統馬事芸能や横鞍や軽乗演技の供覧、馬に親しむ日（競技会などのない第3日曜日、年8回程度）では体験乗馬や馬車運行、ホースショー（5月3日 - 5日）ではJRA馬事公苑馬術大会としての馬場、障害飛越競技に加えて警視庁第三方面交通機動隊騎馬隊やアンダルシア馬演技の供覧といった馬事普及の活動を行っている。
東京への招致が決まった2020年夏季オリンピック・パラリンピックの競技会場の一つに選定され、馬場馬術競技および障害馬術競技ならびにパラ・ドレッサージュ（障害者馬場馬術）競技が行われることとなり、2016年12月31日をもって会場整備に伴う工事のため休苑となり、2017年1月末には栃木県宇都宮市に事業所を移転、「JRA馬事公苑宇都宮事業所」として事業を行ってきた。
新型コロナ禍に伴い、東京オリンピックは1年延期して2021年（令和3年）に開催された。用賀の本苑は2023年（令和5年）11月3日に再開放された。

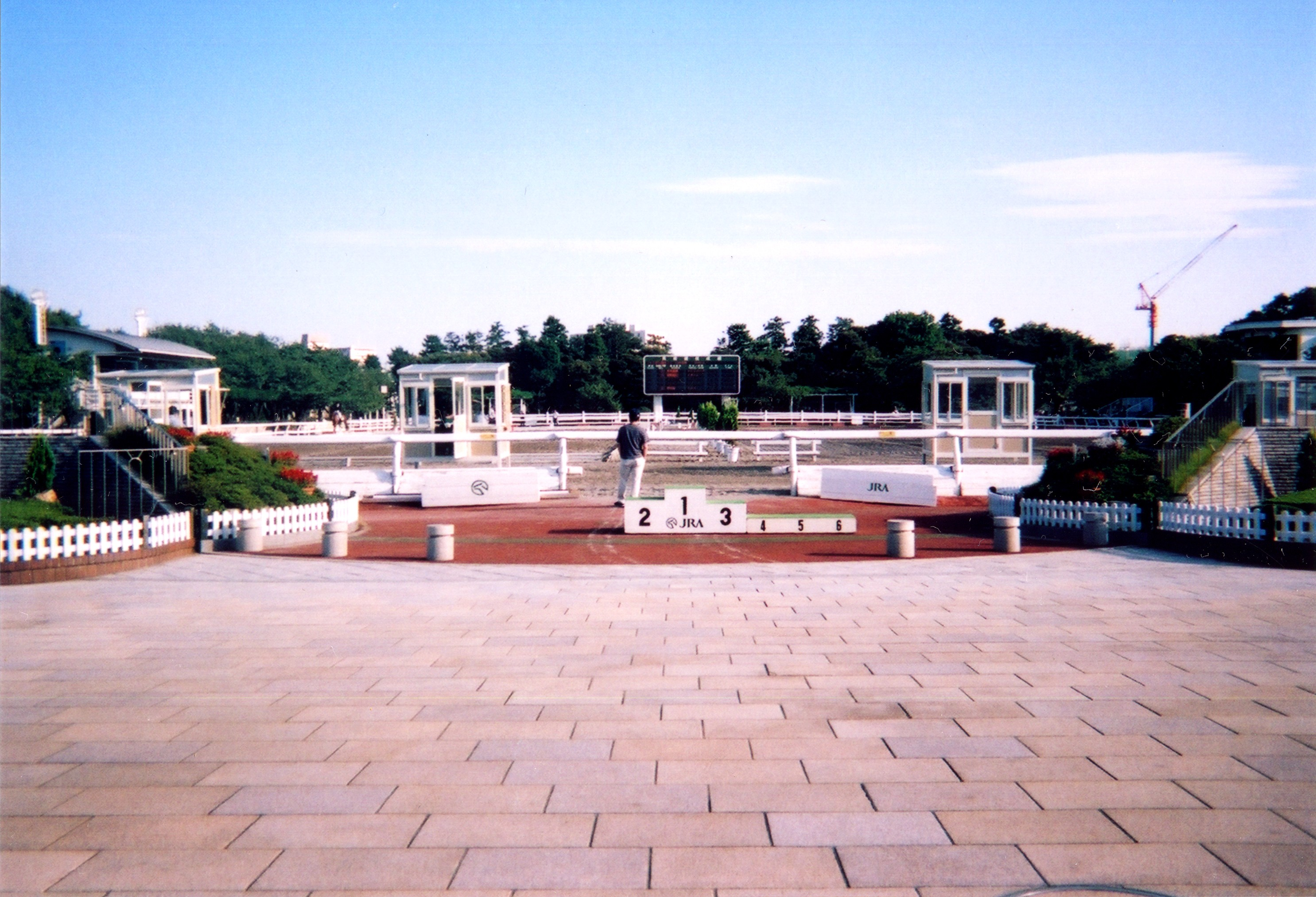
旧馬事公苑 メインアリーナ
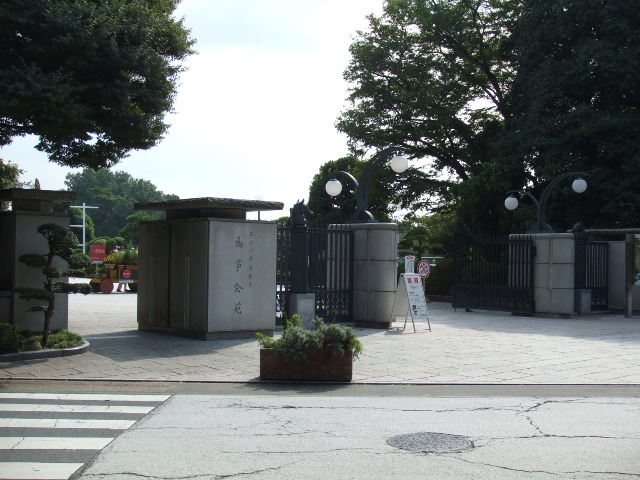
旧馬事公苑正門
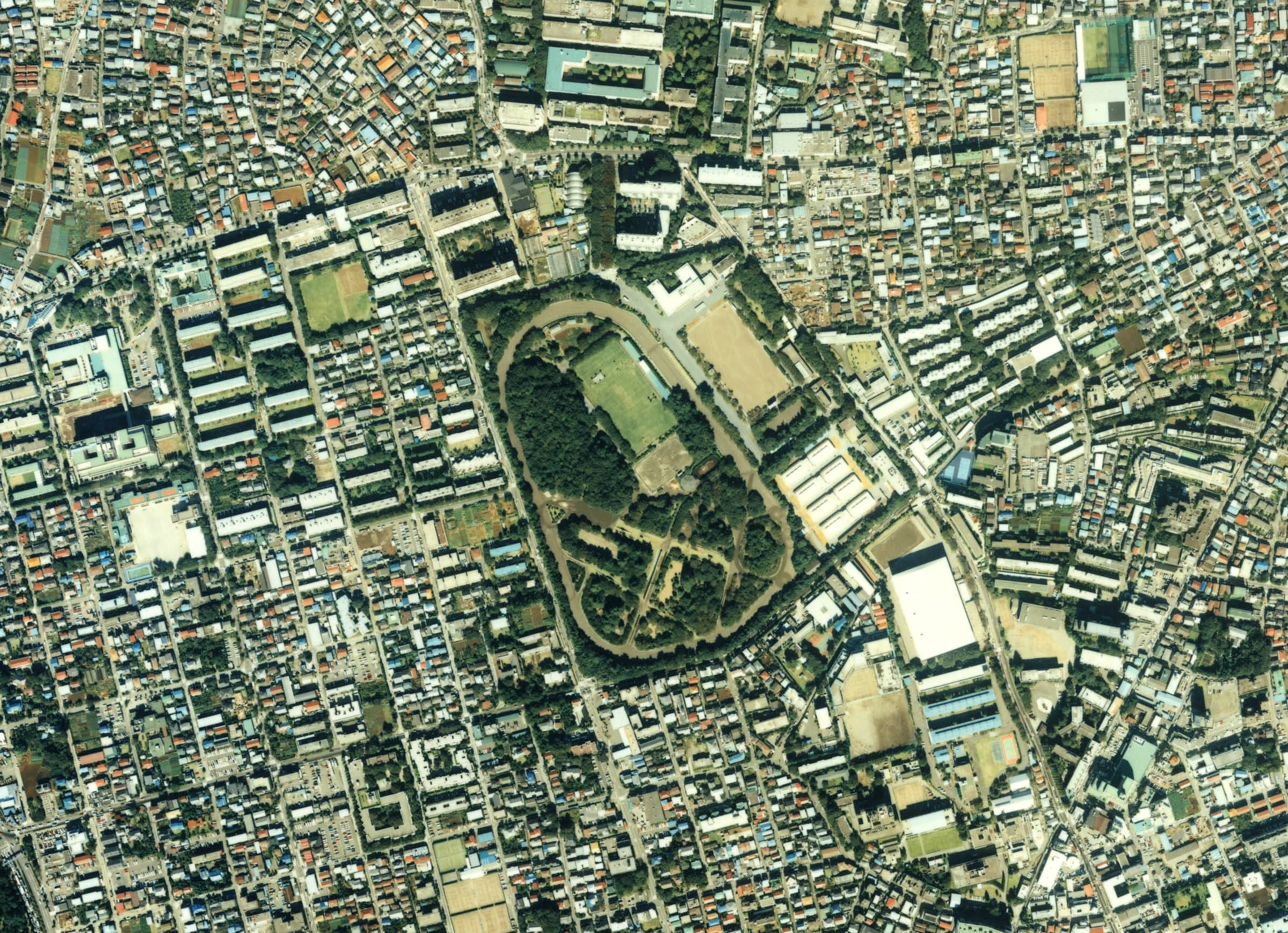
馬事公苑周辺の空中写真。1989年撮影。
国土交通省 国土地理院 地図・空中写真閲覧サービスの空中写真を基に作成。

## 歴史
- 1934年（昭和9年）：帝国競馬協会（日本競馬会の前身）が東京市世田谷区用賀（現在の世田谷区上用賀）の土地約5万坪の土地を30万円で購入。
- 1939年（昭和14年）3月29日 ：建設着工。
- 1940年（昭和15年）9月29日 ：開苑。
- 1942年（昭和17年）：用賀に住んでいた第40代内閣総理大臣東条英機が、馬に乗って来苑して視察[7]。
- 1944年（昭和19年）：「修練場」と改称。
- 1948年（昭和23年）：国営競馬の開始に伴い「農林省畜産局競馬部東京競馬事務所」に改称、「騎手養成所」を復活。
- 1950年（昭和25年）：第1回長期騎手講習（競馬学校騎手課程の前身）開始。
- 1953年（昭和28年）：馬事公苑近くの陸軍衛生材料廠跡地に在日米軍倉庫（SETAGAYA WAREHOUSES）が建設された[8]。
- 1954年（昭和29年）9月16日：日本中央競馬会の設立により同会の管轄下に置かれ、再び「馬事公苑」の名になる。
- 1964年（昭和39年）：東京オリンピックの馬術競技開催。
- 1982年（昭和57年）3月23日：競馬学校開校、騎手養成業務の全てを競馬学校に移管。
- 1991年（平成3年）：スパニッシュ・ライディング・スクール（スペイン王立乗馬学校、オーストリア）来日公演。明仁天皇・美智子皇后行幸啓。
- 1998年（平成10年）：カドルノワール・ド・ソミュール（国立乗馬学校、フランス）来日公演。明仁天皇・美智子皇后行幸啓。
- 2016年（平成28年）：2020年夏季オリンピック・パラリンピックに向けた会場整備に伴う工事のため、同年12月31日をもって休苑。
- 2017年（平成29年）：栃木県宇都宮市（旧・競走馬総合研究所本所）に移転、名称を「JRA馬事公苑宇都宮事業所」と改める。
- 2021年（令和3年）：2020年夏季オリンピック・パラリンピックの馬術競技開催。
- 2023年（令和5年）11月3日：東京都世田谷区上用賀の本苑に戻り、リニューアルオープン。宇都宮事業所は主に引退競走馬の一時預入れの施設として残る。
- 2024年（令和6年）4月：引退競走馬のセカンドキャリア促進のための一時休養等施設の運営事業を行う財団法人として、一般財団法人Thoroughbred Aftercare and Welfareを設立。
- 2024年（令和6年）6月：JRA宇都宮事業所内に一般財団法人Thoroughbred Aftercare and Welfare 宇都宮事業所を開設。
- 2026年（令和8年）：愛知・名古屋アジア競技大会の馬術競技開催予定。

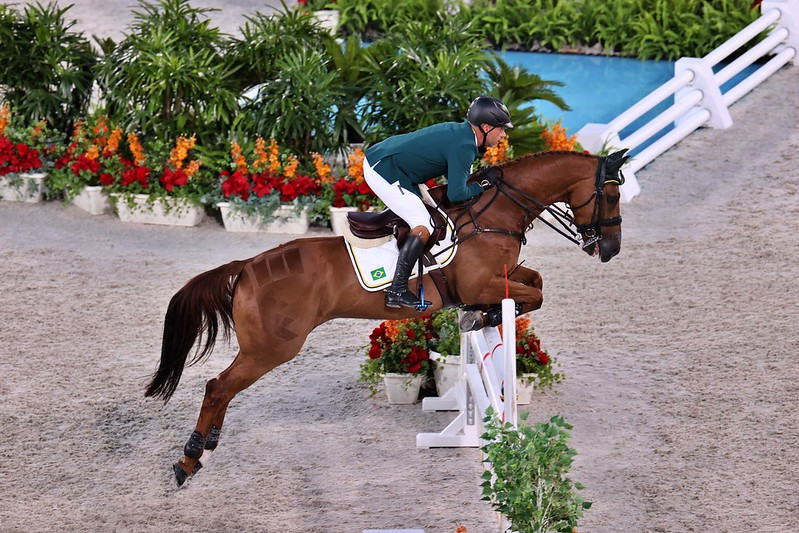
2020年東京オリンピックの馬術競技
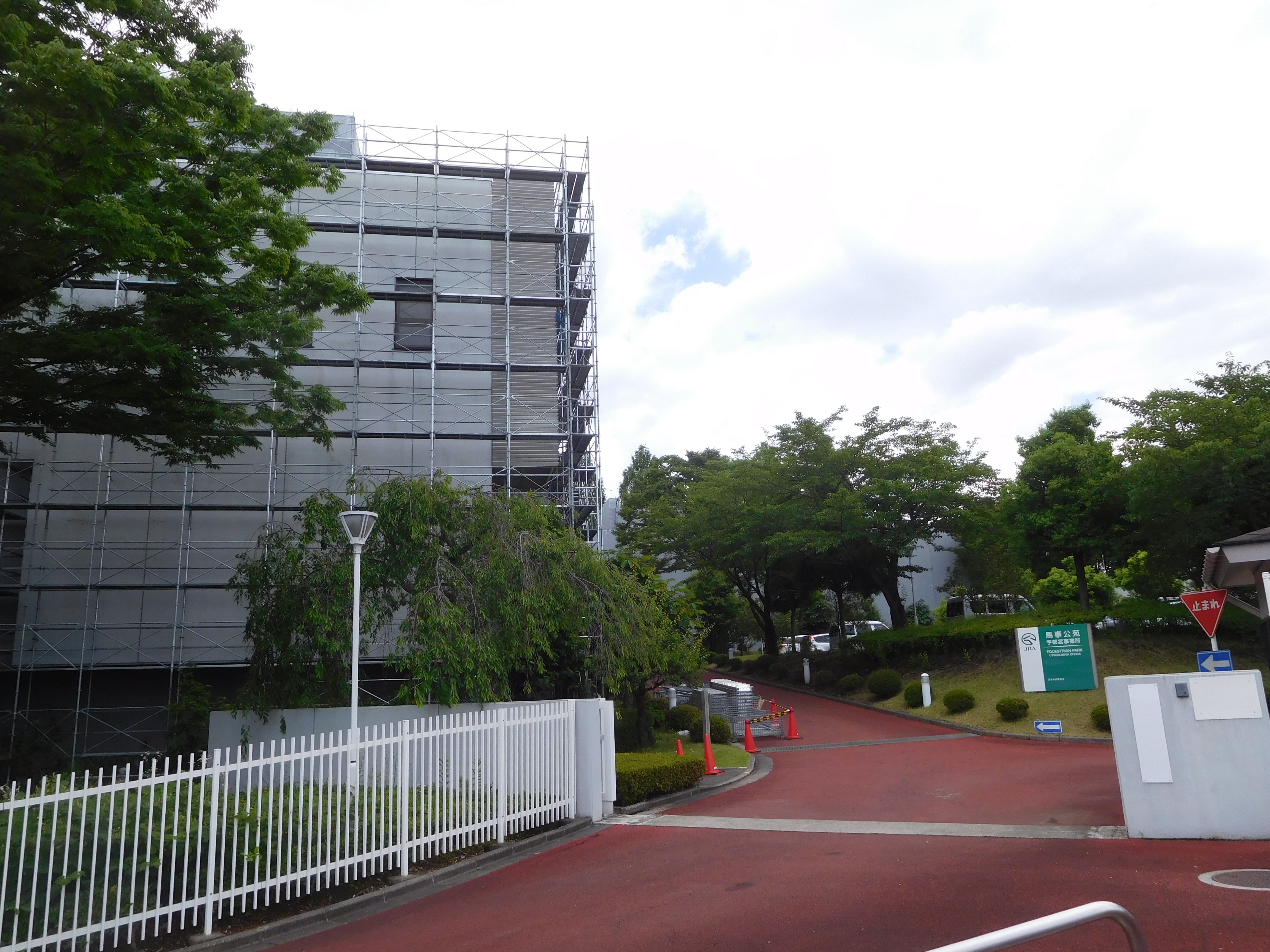
馬事公苑宇都宮事業所

## 新しく生まれ変わった馬事公苑
2023年（令和5年）11月3日、改装工事が終了し馬事公苑はリニューアルオープンし、以下の施設が誕生した。
- メインアリーナ（TOKYO2020メモリアル）:東京2020大会でも使用された馬場で、今後も馬術競技の主たる会場として使用される。
- はらっぱ広場:正門を入ると眼前に広がる芝生の広場。通常では区民の安らぎの場として使われ、また、イベント会場としての用途もある。
- 子ども広場:正門より右側に位置する、様々な遊具を備えた子供のための遊び場。
- 彩(いろどり)のこみち:四季折々の花と樹木で彩られた散策路である。
- ホースギャラリー:正門より左側に位置するメインオフィス棟の1階部分にあり、馬や馬術関連の書籍・映像が楽しめる。カフェスタンドや売店・キッズコーナーなどを併設し、休憩所としての役割もある。また、ホースシミュレーターで本格的な乗馬気分を体験することもできる。
- 武蔵野自然林:原生林を残した森の中にある遊歩道 - オリンピックテラスで散歩を楽しめる。

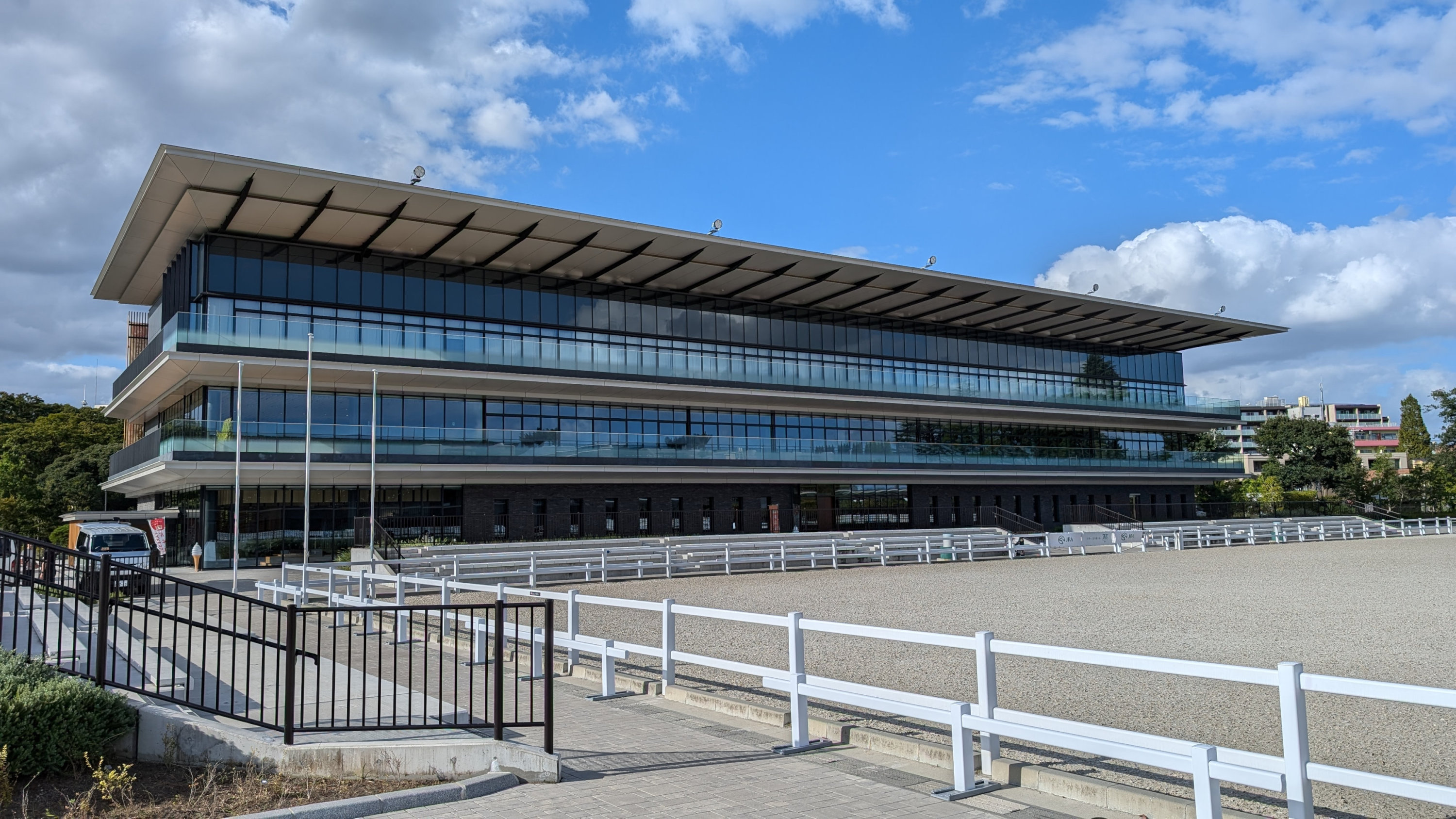
メインオフィスとメインアリーナ
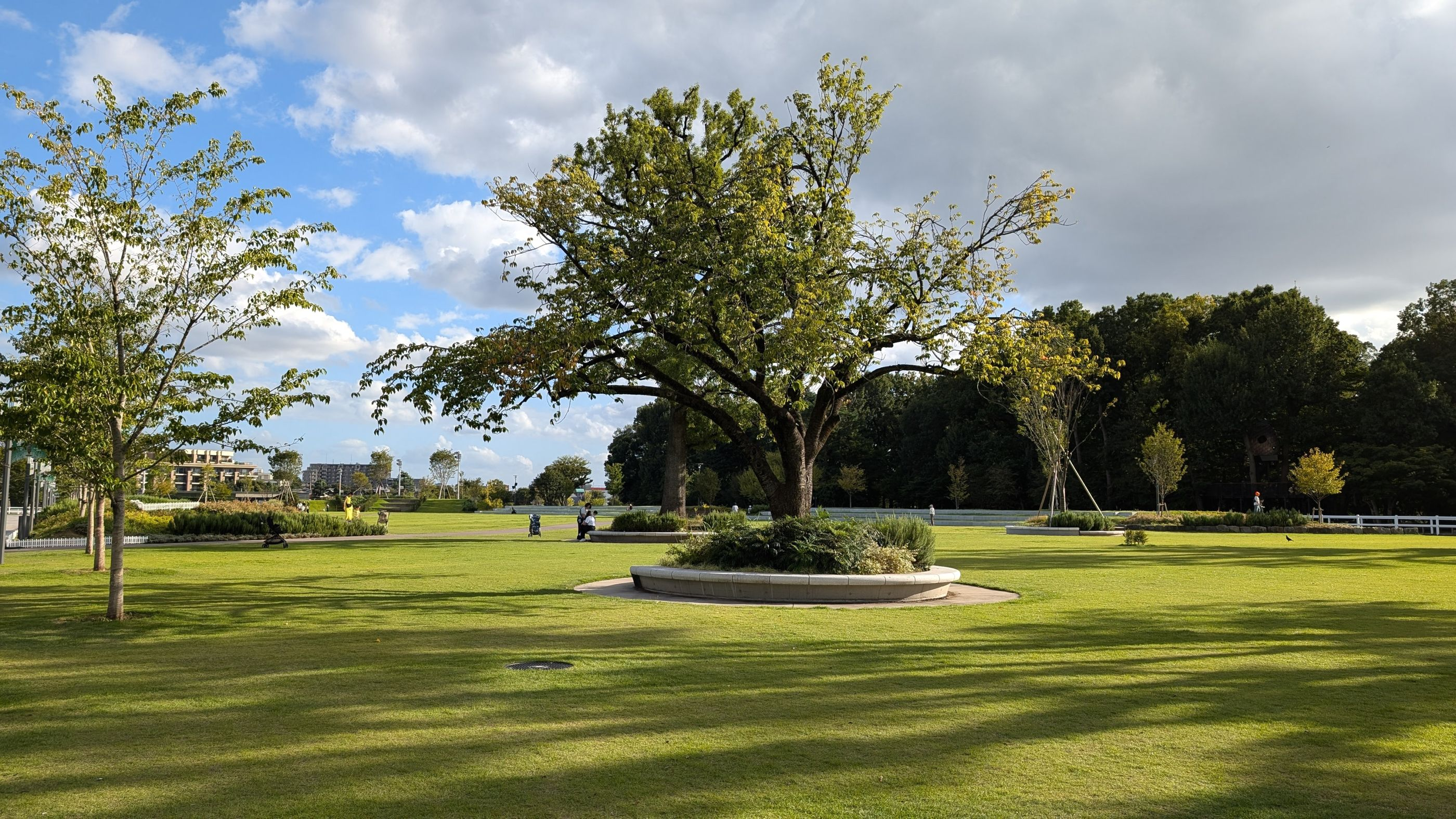
はらっぱ広場
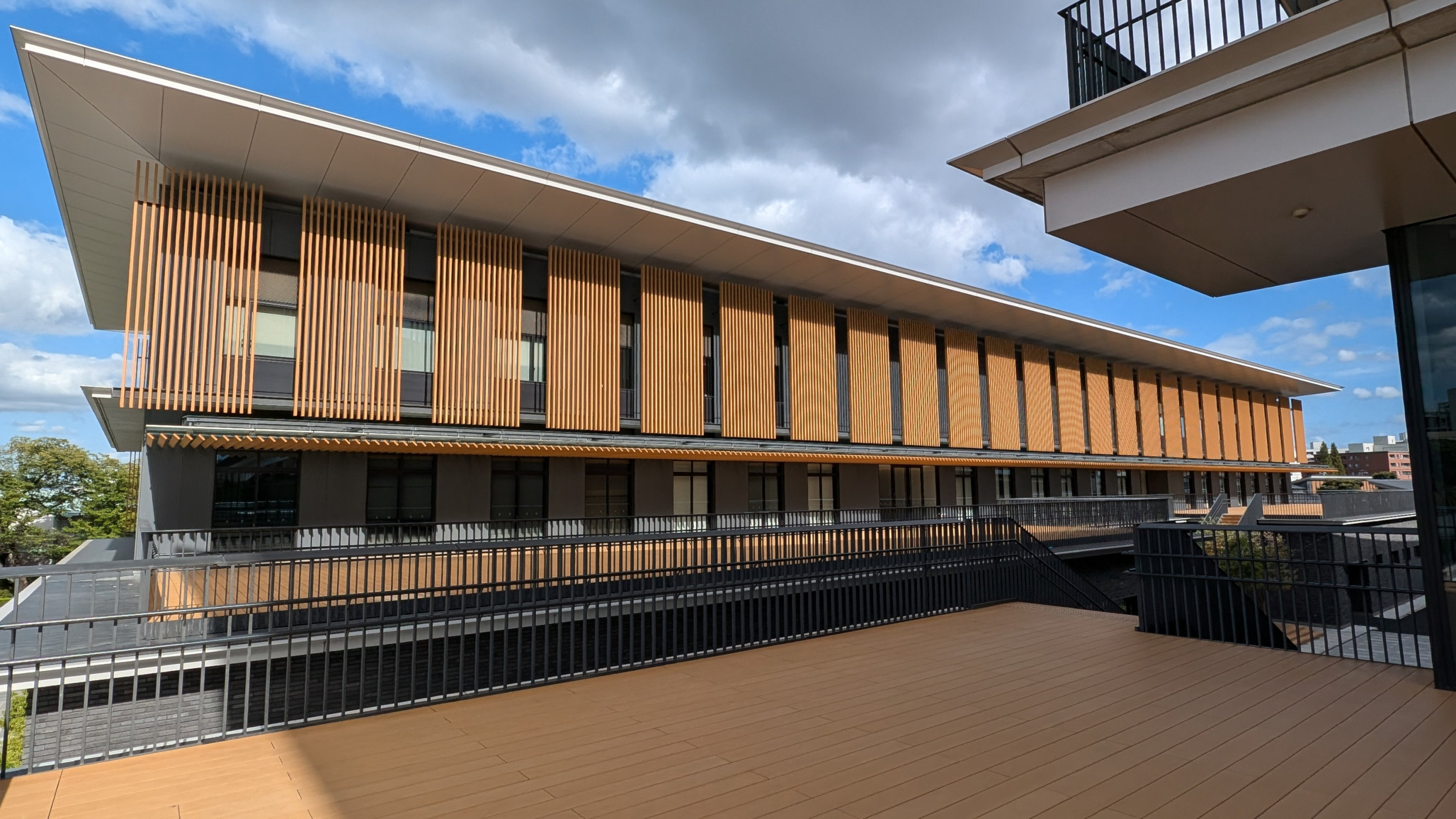
オペレーションセンター
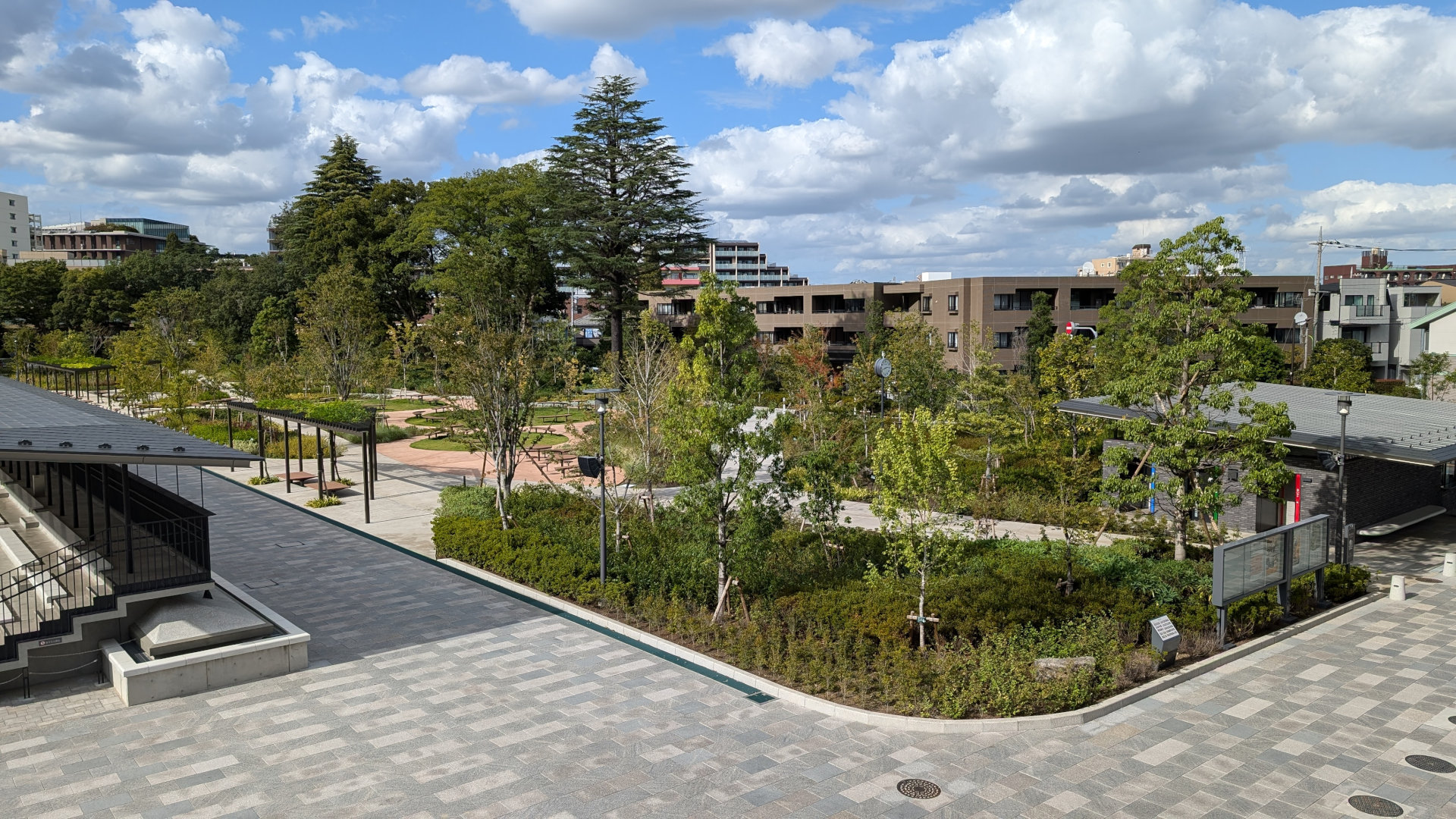
彩（）のこみち
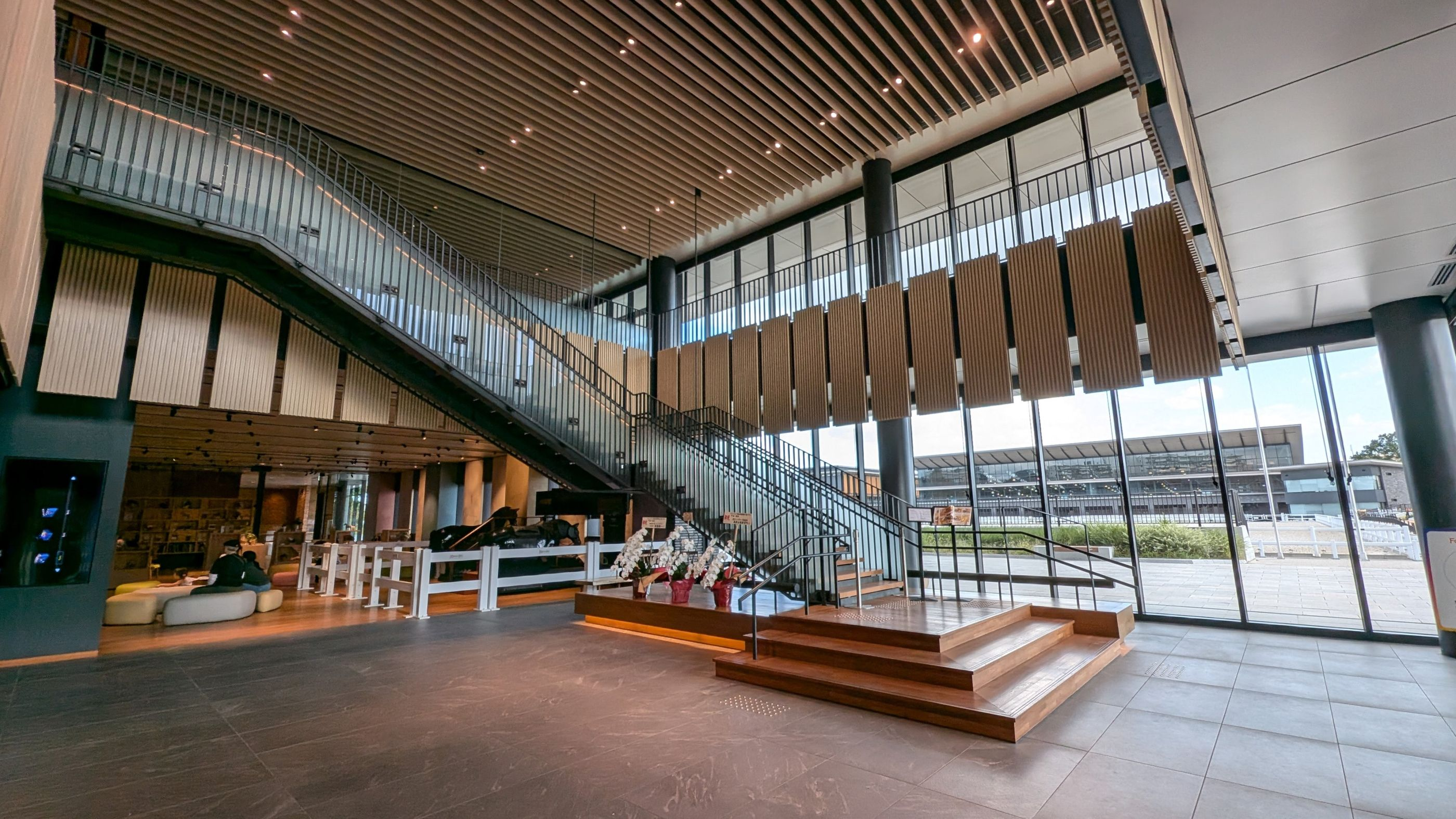
メインオフィス1F エントランス
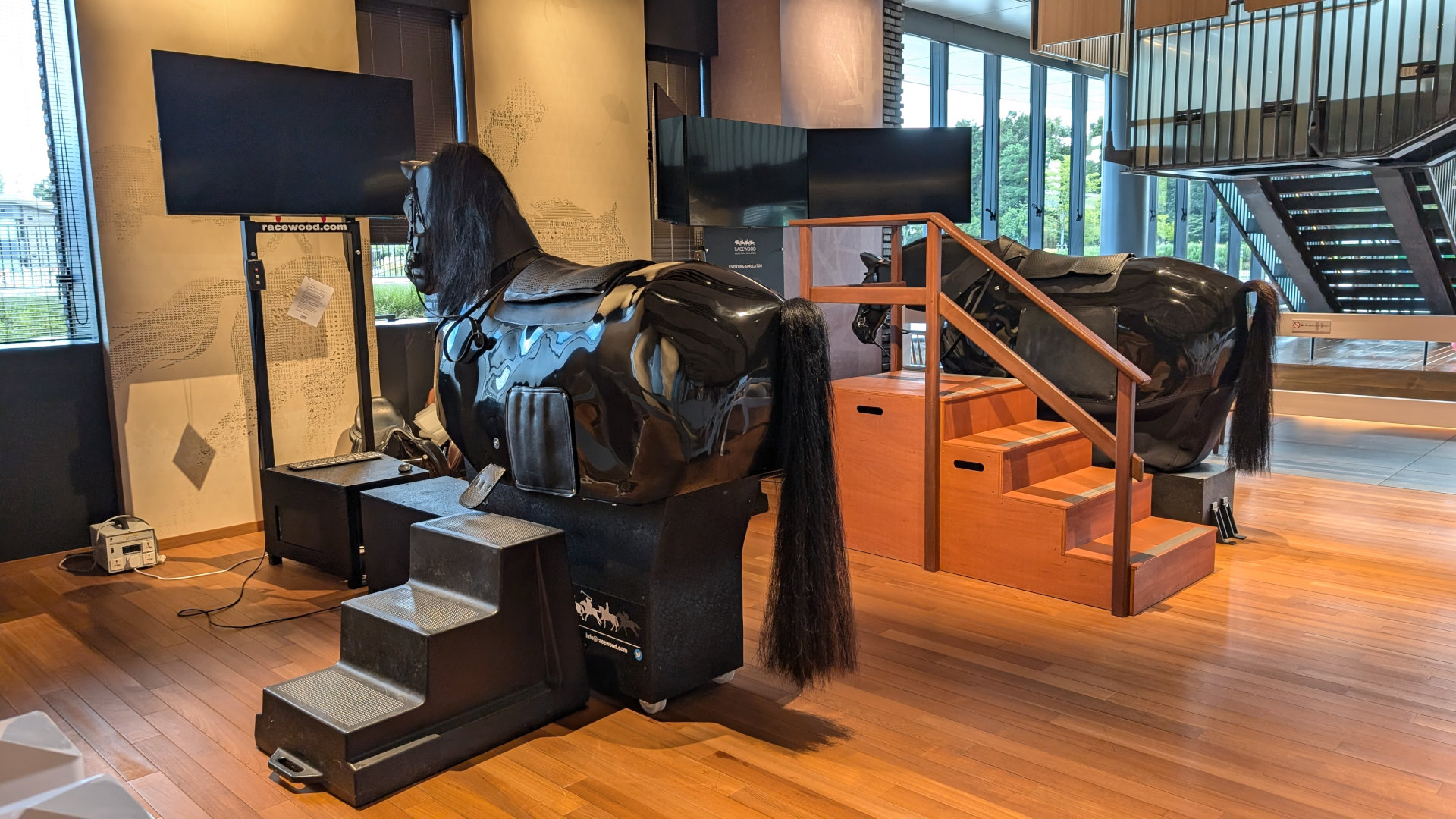
ホースシミュレーター
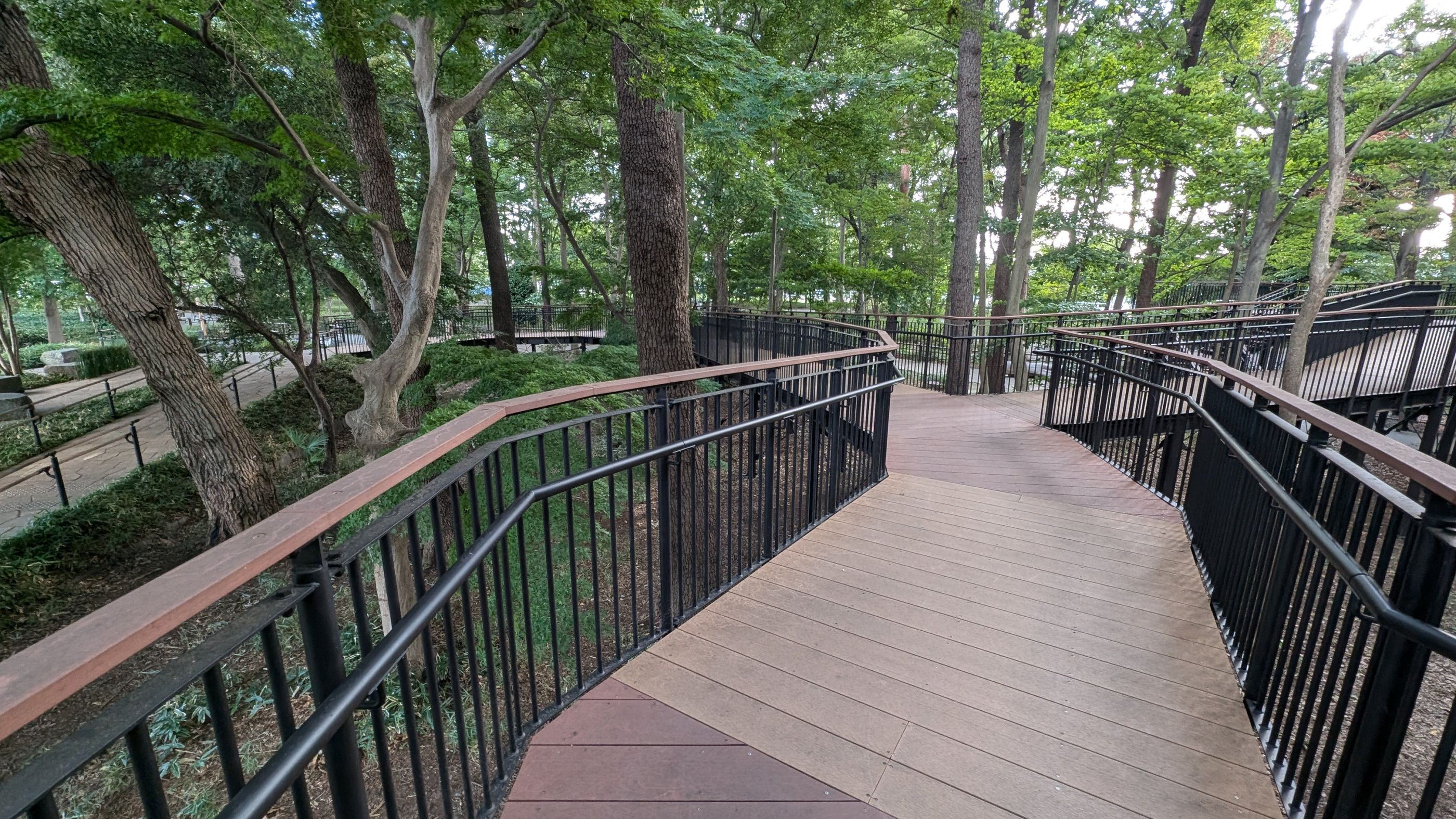
武蔵野自然林の散策路

## 三つの苑訓
「騎道作興」
至誠以って騎道作興すべし
「百練自得」
努力以って百練自得すべし
「人馬一如」
和協以って人馬一如たるべし

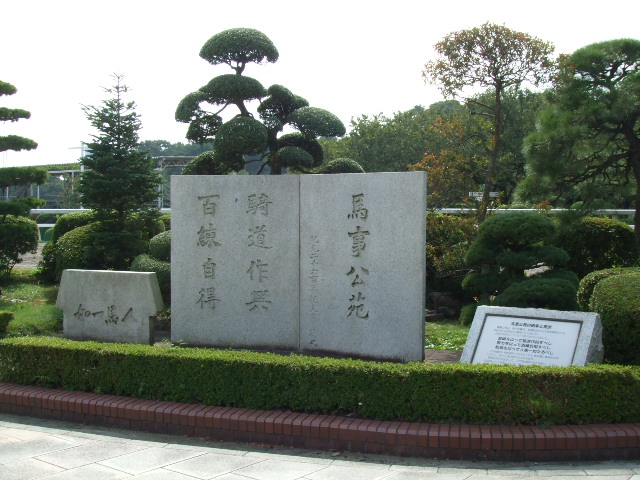
馬事公苑訓
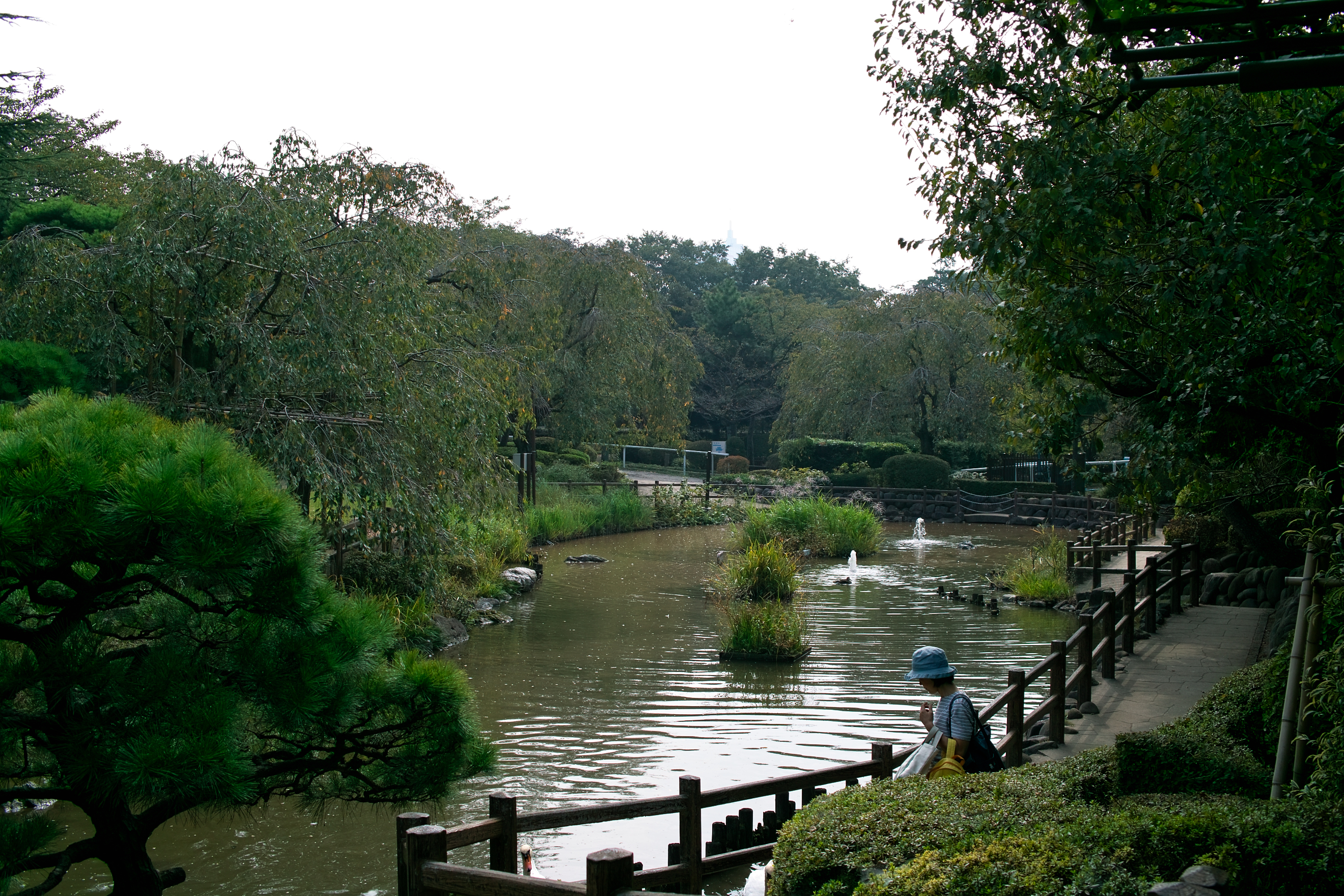

## 旧馬事公苑施設
- 厩舎：本厩舎4棟（156頭収容）、外来馬用厩舎（149頭収容）、検疫厩舎（6頭収容）
- インドアアリーナ：覆（屋内）馬場、95m×42m、スタンド（2,300人収容）、道路をはさんだ立地で地下通路で結ばれている
- メインアリーナ：砂馬場、123m×62m、スタンド（760人収容）
- グラスアリーナ：芝馬場、112m×67m、スタンド（1,746人収容）
- 走路：砂、1周1,100m
- ドレッサージュアリーナ：砂馬場
- 耐久競技（総合馬術競技）用走路：固定障害（飛び込み水濠など）
- 放牧場
- 庭園：日本庭園（ひょうたん池）、児童遊園

## 馬事公苑出身の主な騎手

### 長期騎手課程
- 4期生 山本正司 他
- 5期生 増沢末夫、森安重勝、矢野進、古賀一隆 他
- 7期生 池江泰郎、高橋成忠、吉岡八郎、福永甲、野元昭、徳吉一己 他
- 10期生 郷原洋行、中島啓之、中神輝一郎、梅内忍、清水出美 他
- 11期生 大崎昭一、鹿戸明、安田伊佐夫、久保敏文、久保田秀次郎、笹倉武久、簗田善則、領家政蔵 他
- 12期生 嶋田功、菅原泰夫、松田博資 他
- 14期生 安田富男、平井雄二、小島太、田島良保、池上昌弘、目野哲也、小柳由春
- 15期生 岡部幸雄、柴田政人、福永洋一、伊藤正徳、武永祥、星野信幸 他
- 17期生 上野清章、西浦勝一、田村正光、内田国夫、須貝四郎、楠孝志、中島敏文 他
- 18期生 東信二、小島貞博、吉沢宗一 他
- 19期生 南井克巳、中野栄治、田所秀孝 他
- 21期生 田島信行 他
- 22期生 加藤和宏、根本康広、佐々木晶三、池添兼雄、木藤隆行、小西一男 他
- 25期生 安藤賢一、田原成貴 他
- 26期生 栗田伸一、安達昭夫 他
- 27期生 本田優、大西直宏、丸山勝秀 他
- 31期生 松本達也、関口睦介、天間昭一 他
- 32期生（最終年） 中舘英二、出津孝一、鹿戸雄一、木幡初広、谷中公一、坂本勝美 他

### 短期騎手課程
- 4期生 清水英次 他

## 周辺
- 世田谷通り（東京都道3号世田谷町田線）
- 東京農業大学
- 駒澤大学高等学校
- 用賀駅（東急田園都市線）
- 千歳船橋駅（小田急小田原線）
- 馬事公苑付近を源流とする河川
  - 烏山川：目黒川の支流。烏山川の支流の一つが馬事公苑の北を源流とする。
  - 蛇崩川：こちらも目黒川の支流。蛇崩川本流が馬事公苑の東を源流とする。
  - 谷沢川：支流が馬事公苑の南を源流とする。